# Periphyllus acerifoliae
Periphyllus acerifoliae är en insektsart. Periphyllus acerifoliae ingår i släktet Periphyllus och familjen långrörsbladlöss. Inga underarter finns listade i Catalogue of Life.